# Antonio Castela
Antonio Augusto Carvalho Castela (26 ottobre 1928) è un ex calciatore portoghese, di ruolo centrocampista.

## Carriera

### Nazionale
Ha collezionato quattro presenze con la propria Nazionale.

## Statistiche

### Cronologia presenze e reti in Nazionale
| Cronologia completa delle presenze e delle reti in nazionale ― Portogallo | Cronologia completa delle presenze e delle reti in nazionale ― Portogallo | Cronologia completa delle presenze e delle reti in nazionale ― Portogallo | Cronologia completa delle presenze e delle reti in nazionale ― Portogallo | Cronologia completa delle presenze e delle reti in nazionale ― Portogallo | Cronologia completa delle presenze e delle reti in nazionale ― Portogallo | Cronologia completa delle presenze e delle reti in nazionale ― Portogallo | Cronologia completa delle presenze e delle reti in nazionale ― Portogallo |
| Data                                                                      | Città                                                                     | In casa                                                                   | Risultato                                                                 | Ospiti                                                                    | Competizione                                                              | Reti                                                                      | Note                                                                      |
| ------------------------------------------------------------------------- | ------------------------------------------------------------------------- | ------------------------------------------------------------------------- | ------------------------------------------------------------------------- | ------------------------------------------------------------------------- | ------------------------------------------------------------------------- | ------------------------------------------------------------------------- | ------------------------------------------------------------------------- |
| 23-11-1952                                                                | Porto                                                                     | Portogallo                                                                | 1 – 1                                                                     | Austria                                                                   | Amichevole                                                                | -                                                                         |                                                                           |
| 14-12-1952                                                                | Oeiras                                                                    | Portogallo                                                                | 1 – 3                                                                     | Argentina                                                                 | Amichevole                                                                | -                                                                         |                                                                           |
| 27-9-1953                                                                 | Vienna                                                                    | Austria                                                                   | 9 – 1                                                                     | Portogallo                                                                | Qual. Mondiali 1954                                                       | -                                                                         |                                                                           |
| 14-3-1954                                                                 | Bruxelles                                                                 | Belgio                                                                    | 0 – 0                                                                     | Portogallo                                                                | Amichevole                                                                | -                                                                         |                                                                           |
| Totale                                                                    |                                                                           | Presenze                                                                  | 4                                                                         |                                                                           | Reti                                                                      | 0                                                                         |                                                                           |